# Lundellianthus breedlovei
Lundellianthus breedlovei là một loài thực vật có hoa trong họ Cúc. Loài này được (B.L.Turner) Strother mô tả khoa học đầu tiên năm 1989.